# Stimmhafter uvularer Plosiv
Der stimmhafte uvulare Plosiv (ein stimmhafter, am Gaumenzäpfchen gebildeter Verschlusslaut) ist ein in nur wenigen Sprachen vorkommender oraler zentraler Konsonant. Sein IPA-Zeichen ist [⁠ɢ⁠].
Er kommt etwa in jemenitisch-arabischen Dialekten vor (anstelle des stimmlosen uvularen Plosivs im Standard-Arabischen), im Inuktitut, im Persischen am Wortanfang (orthographische Realisierung: غ oder ق), im Somalischen (q), Tsachurischen, Tabassaranischen, Oowekyala und im ǃXóõ.
| Pulmonale Konsonanten gemäß IPA (2005) | bilabial | bilabial | labio- dental | labio- dental | dental | dental | alveolar | alveolar | post- alveolar | post- alveolar | retroflex | retroflex | palatal | palatal | velar | velar | uvular | uvular | pha- ryngal | pha- ryngal | glottal | glottal |
| --- | -------- | -------- | ------------- | ------------- | ------ | ------ | -------- | -------- | -------------- | -------------- | --------- | --------- | ------- | ------- | ----- | ----- | ------ | ------ | ----------- | ----------- | ------- | ------- |
| Pulmonale Konsonanten gemäß IPA (2005) | stl.     | sth.     | stl.          | sth.          | stl.   | sth.   | stl.     | sth.     | stl.           | sth.           | stl.      | sth.      | stl.    | sth.    | stl.  | sth.  | stl.   | sth.   | stl.        | sth.        | stl.    | sth.    |
| Plosive | p        | b        |               |               |        |        | t        | d        |                |                | ʈ         | ɖ         | c       | ɟ       | k     | ɡ     | q      | ɢ      |             |             | ʔ       |         |
| Nasale |          | m        |               | ɱ             |        |        |          | n        |                |                |           | ɳ         |         | ɲ       |       | ŋ     |        | ɴ      |             |             |         |         |
| Vibranten |          | ʙ        |               |               |        |        |          | r        |                |                |           |           |         |         |       |       |        | ʀ      |             |             |         |         |
| Taps/Flaps |          |          |               | ⱱ             |        |        |          | ɾ        |                |                |           | ɽ         |         |         |       |       |        |        |             |             |         |         |
| Frikative | ɸ        | β        | f             | v             | θ      | ð      | s        | z        | ʃ              | ʒ              | ʂ         | ʐ         | ç       | ʝ       | x     | ɣ     | χ      | ʁ      | ħ           | ʕ           | h       | ɦ       |
| laterale Frikative |          |          |               |               |        |        | ɬ        | ɮ        |                |                |           |           |         |         |       |       |        |        |             |             |         |         |
| Approximanten |          |          |               | ʋ             |        |        |          | ɹ        |                |                |           | ɻ         |         | j       |       | w¹    |        |        |             |             |         |         |
| laterale Approximanten |          |          |               |               |        |        |          | l        |                |                |           | ɭ         |         | ʎ       |       | ʟ     |        |        |             |             |         |         |
| ¹Als stimmhafter velarer Approximant (Halbvokal) wurde hier die labialisierte Variante [w] eingefügt, anstatt der nicht labialisierten Variante [ɰ]. |          |          |               |               |        |        |          |          |                |                |           |           |         |         |       |       |        |        |             |             |         |         |